# Colom ferit de Negros
El colom ferit de Negros (Gallicolumba keayi) és una espècie d'ocell de la família dels colúmbids (Columbidae). Habita els boscos de l'illa de Negros, a les Filipines.